# Oryzaephilus gibbosus
Oryzaephilus gibbosus là một loài bọ cánh cứng trong họ Silvanidae. Loài này được Aitken miêu tả khoa học năm 1965.